# Dacus rubicundus
Dacus rubicundus är en tvåvingeart som beskrevs av Mario Bezzi 1924. Dacus rubicundus ingår i släktet Dacus och familjen borrflugor. Inga underarter finns listade i Catalogue of Life.